# NWA Affliction Heavyweight Championship
L'NWA Affliction Heavyweight Championship è stato un titolo di wrestling promosso dalla NWA Central-States Championship Wrestling, affiliata della National Wrestling Alliance (NWA) attiva nella zona dell'Illinois.
Il titolo fu attivo dal 2013 al 2016, quando fu ritirato e sostituito dal NWA Missouri Heavyweight Championship.

## Storia
Nel 2013 la National Wrestling Alliance stabilì un suo nuovo territorio in Illinois con la nascita della NWA Central-States Championship Wrestling (NWA CCW), che stabilì come proprio titolo massimo il neonato NWA Affliction Heavweight Championship. Il campione inaugurale fu Deven Spade, che vinse uno spareggio contro Jimmy D per il titolo.  
Questo rimase attivo fino al 2016, quando l'allora campione Jay Howard vinse anche il NWA Missouri Heavyweight Championship, iniziando a promuovere unicamente quest'ultimo e di fatto disattivando il titolo Afflicition.

## Albo d'oro
| Legenda  |                                                                               |
| -------- | ----------------------------------------------------------------------------- |
| #        | Indica il numero del regno titolato                                           |
| Regno    | Viene indicato il numero del regno del campione                               |
| Data     | La data in cui il titolo è stato vinto                                        |
| Località | Indica il luogo in cui il titolo è stato vinto                                |
| Note     | Indica notizie particolari riguardanti i cambi di titolo o altre informazioni |

| # | Campione       | Regno | Data             | Giorni | Località                    | Evento                              | Note | Fonti |
| - | -------------- | ----- | ---------------- | ------ | --------------------------- | ----------------------------------- | --- | ----- |
| 1 | Deven Spade    | 1     | 27 ottobre 2013  | 58     | Cahokia, Illinois           | House show                          | In uno spareggio per decretare il campione inaugurale contro Jimmy D.                                                                               |       |
| — | Vacante        | —     | 24 dicembre 2013 | —      | —                           | —                                   | Spade rese il titolo vacante in seguito ad un infortunio.                                                                                           |       |
| 2 | Evan Morris    | 1     | 11 gennaio 2014  | 126    | St. Robert, Missouri        | House show                          | In uno spareggio per riassegnare il titolo vacante contro Dave Deloreon.                                                                            |       |
| 3 | MItch Johnson  | 1     | 17 maggio 2014   | 35     | St. Robert, Missouri        | House show                          | |       |
| 4 | The Mad Hatter | 1     | 21 giugno 2014   | --     | Fort Leonard Wood, Missouri | House show                          | |       |
| — | Vacante        | —     | 2015             | —      | —                           | —                                   | Il titolo fu reso vacante per motivi non noti. |       |
| 5 | Shane Somers   | 1     | 13 giugno 2015   | --     | Newburg, Missouri           | House show                          | Vincendo una battle royal per riassegnare il titolo vacante.                                                                                        |       |
| — | Vacante        | —     | 2015             | —      | —                           | —                                   | Il titolo fu reso vacante per motivi non noti. |       |
| 6 | Jacob Mercury  | 1     | 3 ottobre 2015   | 284    | St. James, Missouri         | NWA CCW Lord of the Ring Tournament | Vincendo una battle royal per riassegnare il titolo vacante.                                                                                        |       |
| — | Vacante        | —     | 13 luglio 2016   | —      | —                           | —                                   | Il titolo fu reso vacante per motivi non noti. |       |
| 7 | Jay Howard     | 1     | 16 luglio 2016   | --     | Lebanon, Missouri           | House show                          | Vincendo una battle royal per riassegnare il titolo vacante. Il 29 ottobre 2016 vinse anche il NWA Missouri Heavyweight Championship.               |       |
| — | Disattivato    | —     | 2016             | —      | —                           | —                                   | in seguito alla vittoria, Howard iniziò a difendere unicamente il NWA Missouri Heavyweight Championship, e questo titolo è considerato disattivato. |       |